# Abai Kálmán
Abai Kálmán vagy Abai Mildschütz (Pécs, 1899. január 4. – München, 1975. február 12.) csendőrtiszt, bibliográfus. 

## Élete
Mint csendőrtiszt a második világháború végén került Németországba, s Münchenben telepedett le. 1954 és 1962 között a Hadak Utján című müncheni magyar emigráns folyóirat szerkesztője. Publikált az Ungarn-Jahrbuchban, a Müncheni Magyar Intézet német nyelvű évkönyvében. A nyugati magyar sajtótermékek gyűjtésével és bibliográfiai feldolgozásával foglalkozott.

## Főbb művei
- A magyar nyelvű emigráns sajtó bibliográfiája, Német Szövetségi Köztársaság, 1945–1962 (München, 1963)
- Bibliographie der ungarischen Exilpresse (München, 1977)